# Aleksandras Stulginskis
Aleksandras Stulginskis (Kutaliai, 26 de fevereiro de 1885 – Kaunas, 22 de setembro de 1969) foi o segundo presidente da Lituânia (1920–1926). Stulginskis também foi presidente em exercício da Lituânia algumas horas depois, em 1926, após um golpe militar liderado por seu predecessor, o presidente Antanas Smetona, e que derrubou o sucessor de Stulginskis, Kazys Grinius. O golpe devolveu Smetona ao cargo depois da breve assunção formal da presidência de Stulginskis.

## Vida
Ele começou seus estudos teológicos em Kaunas e continuou em Innsbruck, Áustria. No entanto, ele decidiu não tornar-se sacerdote e se mudou para o Instituto de Ciências Agrárias na Universidade de Halle. Ele se formou em 1913 e voltou para a Lituânia. Lá ele começou a trabalhar como fazendeiro. Ele publicou muitos artigos sobre agronomia na imprensa lituana. Em 1918 ele começou a publicar os jornais Ūkininkas ("Fazendeiro") e Ūkininko kalendorius ("Calendário do Fazendeiro").
Durante a Primeira Guerra Mundial, ele se mudou para Vilnius. Ele foi um dos fundadores do Partido Democrata Cristão da Lituânia e chefe de seu Comitê Central em 1917. Ele assinou o memorando para o presidente Woodrow Wilson, abordando a questão do reconhecimento do Estado lituano pelos Estados Unidos. Contrariamente às opiniões de Smetona, Stulginskis foi orientado para a Entente. Ele foi um dos co-organizadores da Conferência de Vilnius. Depois, foi eleito para o Conselho da Lituânia.
Em 16 de fevereiro de 1918, ele assinou o Ato de Independência da Lituânia. Ele era um defensor da república democrática como a forma do estado lituano. Assim, ele se opôs fortemente à ideia de monarquia (na verdade, Mindaugas II foi o rei da Lituânia de 11 de julho a 2 de novembro de 1918). Na Lituânia independente, Stulginskis foi encarregado de organizar o exército nacional para defender o país contra as agressões dos bolcheviques e poloneses.
Muitas vezes serviu como ministro, maio de 1920 - 1922 foi presidente da Assembleia Constituinte da Lituânia e, portanto, presidente interino da república. 1922-1926 ele foi o segundo presidente da Lituânia. Stulginskis foi Presidente do Seimas em 1926-1927.
Ele se retirou da política em 1927 e trabalhou em sua fazenda. Em 1941, Stulginskis e sua esposa foram presos pelo NKVD soviético e deportados para um gulag na região de Krasnoyarsk, enquanto sua esposa foi deportada para a área de Komi. Após a Segunda Guerra Mundial em 1952, ele foi oficialmente condenado pelas autoridades soviéticas a 25 anos de prisão por suas políticas anti-socialistas e clericais na Lituânia antes da guerra.
Libertado após a morte de Joseph Stalin em 1956, ele foi autorizado a emigrar, mas recusou e voltou para a SSR na Lituânia. Stulginskis instalou-se em Kaunas, onde faleceu em 22 de setembro de 1969, aos 84 anos, o último dos Signatários do Ato de Independência da Lituânia.